# Dance of the Wicked
Albums de Sister Sin
Switchblade Serenades
(2008)
Dance of the Wicked est le nom du premier album studio du groupe de hard rock suédois Sister Sin. Contenant 8 titres, il est sorti durant l'année 2003 en auto-production. Cet album est relativement passé inaperçu dans l'histoire du groupe à cause de la production assez déplorable.

## Liste des titres
| No | Titre                                      | Durée |
| -- | ------------------------------------------ | ----- |
| 1. | Kiss of the Sky                            | 4:12  |
| 2. | Dance of the Wicked                        | 3:10  |
| 3. | Fall into My Dreams                        | 4:19  |
| 4. | End of the Beginning                       | 1:30  |
| 5. | Love Lies                                  | 4:19  |
| 6. | Dirty Damn                                 | 3:19  |
| 7. | Paint it, Black (The Rolling Stones cover) | 3:18  |
| 8. | Tragedy Loves Company                      | 4:41  |

## Membres
- Liv Jagrell - Chant
- Jimmy Hiltula - Guitare
- Chris Casey - Basse
- Dave Sundberg - Batterie